# Vallia
Vallia dei Balti, chiamato anche Wallia o Walia come in spagnolo, in catalano e in portoghese (... – 419), è stato re dei Visigoti dal 416 al 419.
Wallia viene talvolta considerato il modello storico della figura leggendaria di Gualtiero di Aquitania, protagonista di leggende e poemi epici medievali.

## Origine
Secondo il Diccionario biográfico español, Real Academia de la Historia, Vallia era un nobile visigoto, della casa dei Balti, della fazione anti-romana, di cui non si conoscono gli ascendenti, molto probabilmente un Amalo la cui integrazione nei Goti di Balto Alarico o Visigoti, avvenne nel 409 accompagnando Ataulfo, a capo di un gruppo di Goti, in gran parte di origine Greutung e Unni della Pannonia; alcune fonti sostengono che, attraverso il matrimonio, egli fosse parente acquisito di Ataulfo e Alarico. Inoltre era lo zio di Ricimero, figlio di un nobile suebo e di una sorella di Vallia.

L'Europa nel 420. Il percorso dei Visigoti dall'Italia alla Gallia alla penisola Iberica. In marrone il regno di Tolosa dei Visigoti.

## Biografia
Dopo la morte di Ataulfo, a Barcellona, nel 415, si era scatenata una cruenta lotta al potere tra le fazioni che intendevano continuare l'integrazione coi Romani (tra coloro che sostenevano l'integrazione vi era il fratello di Ataulfo che era stato designato a succedergli dallo stesso Ataulfo.) e quelle contrarie; queste ultime ebbero il sopravvento e tra queste, per la successione al trono, si distinsero le fazioni prima di Sigerico e poi quella di Vallia].
Il prescelto Sigerico (tarda estate del 415), sempre a Barcellona, sette giorni dopo la sua elezione, fu assassinato, come confermano il Fragmenta historicorum graecorum, Volume 4, lo storico, Giordane, il Chronicon Albeldense e Isidoro di Siviglia, forse su istigazione del suo avversario nella lotta per il trono, Vallia, che divenne il nuovo re dei Goti.

La sua elezione viene ricordata sia dal Fragmenta historicorum graecorum, Volume 4, che da Isidoro di Siviglia e da Giordane.

Il vescovo Idazio riporta l'elezione di Vallia nel 416.
All'inizio del suo regno Vallia concesse un trattamento più umano a Galla Placidia e, nel contempo, tentava di mettere le mani sul granaio romano dell'Africa. Infatti bloccato nel nord-est ispanico dal nuovo uomo forte dell'Impero, il generalissimo Costanzo, Vallia cercò nuovamente di realizzare il sogno di Alarico di trasferirsi con il suo popolo in Nord Africa; ma l'impresa, dopo che la flotta visigota fu distrutta da una tempesta durante la traversata da Gibilterra, non poté essere portata a termine perché l'imperatore aveva inviato un distaccamento militare alle colonne d'Ercole che dissuase i Goti che alla fine costrinse Vallia a raggiungere un accordo con l'Impero d'Occidente , di fronte al pericolo di una graduale disgregazione del suo popolo. Così, nella primavera del 416, fu firmato il famoso trattato di collaborazione (foedus) tra la Monarchia Visigota e l'Impero, in virtù del quale i Goti si impegnarono a unirsi come soldati federati dell'Impero d'Occidente, in cambio della consegna di razioni di cibo per quindicimila guerrieri.
Allora Walia siglò un trattato di pace con il generale Flavio Costanzo: in cambio di 600.000 misure di grano e del territorio della regione d'Aquitania, dai Pirenei alla Garonna, i visigoti, in qualità di alleati ufficiali ovvero stato vassallo dell'impero romano (foederati), si impegnavano a combattere in nome dei romani i Vandali, gli alani e i Suebi, che nel 409 avevano attraversato il fiume Reno e si erano dislocati nella provincia d'Hispania. Secondo i Fragmenta historicorum graecorum, Volume 4, dopo aver ricevuto l'approvvigionamento di grano inviò Galla Placidia a Ravenna dal fratello Onorio.
Nel 416 onorò l'alleanza romana invadendo l'Hispania, dove tra il 416 ed il 418 la sua armata distrusse i Vandali Silingi (il loro re Fredbal fu inviato a Ravenna, prigioniero) e sconfisse gli Alani così duramente, che questi rinunciarono ad eleggere il successore del defunto re Addac e si posero sotto il governo di Gunderico, re dei Vandali Asdingi, che da allora ebbe il titolo di rex vandalorum et alanorum.
Quando Walia, nel 418, si accingeva ad attaccare i Vandali Asdingi ed i Suebi che si trovavano in Galizia, Costanzo, che temeva che i goti divenissero troppo potenti, lo richiamò in Gallia, assegnandogli altre terre, sempre in Aquitania (l'Aquitania secunda, cioè la zona di Tolosa), che divenne così la capitale visigota per il resto del V secolo ed i Visigoti ebbero un proprio territorio sul litorale atlantico, ma senza sbocchi sul Mediterraneo.
Vallia morì nel 418, poco prima della fine del 418, proprio all'inizio dell'insediamento del suo popolo in Gallia, e gli succedette sul trono Teodorico I, come confermano ii Fragmenta historicorum graecorum, Volume 4, Isidoro di Siviglia e Giordane.

Anche il vescovo Idazio conferma l'avvenimento, ma nel 419, e anche Ernst Barker ritiene che Vallia nel 419 fosse ancora in vita.
Il Chronicon Albeldense riporta gli avvenimenti principali del suo regno chiamandolo Ballia.

## Discendenza
Di Wallia non si conosce il nome della moglie, che si ipotizza fosse parente di Alarico I e che non gli diede discendenza:.
Alcune fonti però ritengono che il suo successore fosse suo figlio:
- Teodorico I (?-451)[1], re dei Visigoti.

### Fonti primarie
- (LA)  IORDANIS DE ORIGINE ACTIBUSQUE GETARUM.
- (LA)  #ES Fragmenta historicorum graecorum, Volume 4.
- (LA)  #ES Idatii episcopi Chronicon.
- (LA)  Isidori Historia Gothorum, Wandalorum, Sueborum, De origine Gothorum.
- (LA)  Anastasii abbatis opera omnia.

### Letteratura storiografica
- Ludwig Schmidt e Christian Pfister, I regni germanici in Gallia, in Storia del mondo medievale, vol. I, 1999, pp. 275–300.
- Ludwig Schmidt, I suebi, gli alani, e i vandali in Spagna. La dominazione vandalica in Africa 429-533, in Storia del mondo medievale, vol. I, 1999, pp. 301–319.
- Ernst Barker, L'Italia e l'occidente dal 410 al 476, in Storia del mondo medievale, vol. I, 1999, pp. 373–419.